# Battlefield Hardline
Battlefield Hardline este un joc video first-person shooter, dezvoltat de Visceral Games în colaborare cu EA Digital Illusions CE și publicat de Electronic Arts. A fost lansat în martie 2015 pentru platformele Microsoft Windows, PlayStation 3, PlayStation 4, Xbox 360 și Xbox One. Spre deosebire de celelalte jocuri din seria Battlefield, Hardline se concentrează pe crime, jafuri și elemente ale poliției, în loc de războaie militare.
După lansare, jocul a fost primit cu recepții mixte, criticii apreciind modul multiplayer, vocile și accesibilitatea, dar criticând povestea, stealth-ul și narațiunea jocului.

## Gameplay
Jocul se concentrează pe războiul împotriva crimei, rupându-se de categoria militară prin care a fost caracterizată seria. De aceea, principalele facțiuni din Hardline sunt SWAT-ul și criminalii. Jucătorii au acces la arme și vehicule militare, precum mașinile blindate, dar și la echipamentul poliției, cum ar fi pistolul cu electroșocuri și cătușele.
Hardline folosește și mecanica Levolution a jocului Battlefield 4. De exemplu, în cadrul hărții "Downtown", jucătorii pot trimite macarale pentru a se ciocni cu construcții, dărâmând rămășițele clădirilor din centru, ce vor urma să cadă pe străzile din Los Angeles. Dar, de data asta, fiecare hartă va conține multiple evenimente Levolution, atât mici, cât și mari.
Alte moduri de joc din Hardline includ "Heist", "Rescue", "Hotwire", "Blood Money", și "Crosshair".
- Heist: Criminalii trebuie să spargă un seif (sau ușile unei mașini blindate) și să ducă pachetele cu bani către un punct de extragere; poliția trebuie să-i oprească. Dacă criminalii reușesc să ducă toți banii către acel punct, cei din urmă câștigă.
- Blood Money: Amândouă facțiuni trebuie să ducă banii dintr-un seif în centrul hărții, după care trebuie să-i amplaseze în propria mașină blindată. Jucătorii pot fura bani și din mașina blindată a adversarilor. Prima echipă care strânge 5 milioane de $ sau echipa cu cei mai mulți bani strânși într-un timp dat câștigă.
- Hotwire: Mașinile iau rolul unor "steaguri" care trebuie cucerite. Capturarea mașinilor (realizată prin conducerea cu viteză mare) va împuțina biletele de reîntăriri ale adversarilor. Prima echipă care o reduce pe cealaltă la zero sau cea cu numărul cel mai mare de bilete rămase la finalul timpului câștigă.
- Rescue: Într-o luptă 5v5 de 3 minute, ofițerii SWAT trebuie să salveze ostaticii ținuți prizonieri de criminali. Polițiștii câștigă ori prin salvarea tuturor ostaticilor, ori prin omorârea tuturor criminalilor. Criminalii câștigă prin omorârea tuturor polițiștilor. Fiecare jucător are o singură viață în acest mod.
- Crosshair: Al doilea mod competitiv din Battlefield Hardline. Crosshair are tot 3 minute, 5v5, și o singură viață. În Crosshair, criminalii încearcă să omoare un fost membru de-al lor, acum martor VIP (controlat tot de un jucător), aflat de partea polițiștilor. Criminalii câștigă dacă îl omoară pe VIP, iar polițiștii câștigă dacă reușesc să-l aducă la punctul de extragere.[8][9]

Visceral Games a garantat că povestea nu va mai fi simplistă, și va fi una mai bună decât cea a predecesorilor. Intriga constă din drame episodice, unde alegerile vor schimba drastic situațiile și experiențele jocului. Ca și polițist, jucătorii pot folosi gadgeturi și echipamente variate ale poliției. Insigna poate fi folosită pentru a ordona criminalilor să pună jos armele, scannerul este folosit pentru a analiza situații și dovezi, a identifica ținte importante, a dezactiva alarme, și a marca alte amenințări. Pentru a se mișca neobservați, jucătorii pot folosi cartușe pentru a distrage inamicii.

## Sinopsis

### Cadrul
Miami este implicat într-un război al drogurilor, iar ofițerul Nick Mendoza (voce dublată de Philip Anthony-Rodriguez, înfățișare furnizată de Nicholas Gonzalez) tocmai a devenit detectiv. Împreună cu partenerul său, detectivul Khai Minh Dao (Kelly Hu), el urmărește lanțul distribuirilor de droguri de pe străzi până la sursă. Într-o serie de cazuri incredibile, cei doi detectivi ajung să înțeleagă că puterea și corupția pot afecta amândouă părți ale legii.

### Poveste
În 2012, detectivii din Miami, Nick Mendoza și detectivul Carl Stoddard (Travis Willingham) au condus o arestare de stupefiante care a devenit violentă. După arestarea unui suspect, căpitanul Julian Dawes (Benito Martinez) îl desemnează ca partener al lui Nick pe Khai Minh Dao (Kelly Hu); aceștia încep să-l pună sub urmărire pe distribuitorul de cocaină Tyson Latchford (Adam J. Harrington). Cu ajutorul unui microfon, ei găsesc un nou drog, numit Hot Shot, care este vândut pe străzile din Miami, și reușesc să-l salveze pe Tyson din mâinile unor oameni înarmați. Khai este rănită și părăsește munca de teren pentru câteva săptămâni. După ce se întoarce (împotriva indicațiilor doctorului), Dawes ordonă ca cei doi să-l aducă pe Leo Ray (Graham Shiels) de la Hotelul Elmore, dar sunt forțați să lupte contra oamenilor înarmați ai dealerului de droguri Remy Neltz (T.J. Storm), cel care distribuie drogul Hot Shot. După ce Leo este capturat de cei doi, Khai îl bate pentru, aparent, niște insulte.
Informațiile date de Leo duc către Everglades, locul unde sunt amplasate drogurile. Investigând zona, ei descoperă câteva dintre operațiunile lui Neltz și cadavrul mutilat al lui Leo, care se presupune că ar fi fost omorât pentru că a cooperat cu poliția din Miami. Ei îl descoperă pe Neltz, dar acesta reușește să fugă la Miami. Înainte să plece, el menționează că a acceptat un târg cu Stoddard. Ofițerii îl înconjoară într-un depozit din Miami, dar Stoddard îl omoară pe Neltz înainte ca acesta să vorbească despre tranzacție. Nick pleacă dezgustat după ce Stoddard și Khai iau niște bani înainte ca mai mulți ofițeri să-și facă apariția. Mai târziu, în timp ce se apropie un uragan, Dawes îi trimite pe Nick și Khai înapoi la scena crimei, în căutarea unor indicii care să-l incrimineze pe Stoddard. Găsind dovezi ce îl implică pe Stoddard, Nick își găsește fostul partener într-o întâlnire cu alți dealeri, dar este forțat să lucreze cu el pentru a o salva pe Khai din mâinile a mai multor oameni înarmați. Ulterior, cei trei se întâlnesc cu Dawes, care distruge dovezile ce îl implicau pe Stoddard și dezvăluiau că el și Khai sunt corupți. Cei trei îl trădează pe Nick din cauza refuzului său de a face parte din schema lor și îi înscenează spălarea banilor de droguri ai lui Neltz.
Trei ani mai târziu, în 2015, în timp ce se afla într-un autobuz de închisoare, Nick evadează cu ajutorul lui Tap și Tyson. Cel care a plănuit această evadare este nimeni alta decât Khai. Cu toate că încă mai are resentimente în legătură cu trădarea și învinovățirea lui, Nick pleacă cu Khai și Tyson la Los Angeles. Khai îi spune lui Nick că în acești trei ani cât el a fost la închisoare, Dawes a fondat o firmă privată de lege, numită Preferred Outcomes, care a 'curățat' Miami și începe să se extindă și în alte orașe din SUA. Dorind să-l distrugă pe Dawes, Khai îi trimite pe Nick și Tyson să se întâlnească cu Marcus "Boomer" Boone (Eugene Byrd), iar cei trei întrerup afacerea cu droguri a mafiei coreene, distribuitorul principal al lui Dawes în Los Angeles. Cu toate că nu au descoperit multe, Nick și Khai îl găsesc pe Neil Roark (Mark Rolston). În timpul întâlnirii cu Roark, Nick are ideea de a-i fura banii lui Dawes înainte ca aceștia să fie spălați și folosește telefonul lui Khai ca dispozitiv de urmărire, amplasându-l în valiza în care se aflau banii, pentru a afla unde sunt ținuți și restul. După ce supraviețuiesc unui asalt al oamenilor lui Roark, Nick și Khai scapă.
Descoperind că banii lui Dawes sunt ținuți într-un seif impenetrabil dintr-un zgârie-nori din Miami, Boomer își sună un fost asociat pentru a procura un roboțel care să poată sparge seiful. El și Nick merg în deșert pentru a se întâlni cu asociatul, Dune (Alexandra Daddario), care aranjează o întâlnire cu tatăl ei, Tony Alpert (Fred Tatasciore). Însă, Alpert îi înșală, știind deja că Nick este un evadat și că oricine îl va prinde viu va primi o recompensă de la Stoddard. Nick și Boomer scapă din închisoare și își recuperează echipamentul din sediul lui Alpert. Pe drum, Nick descoperă că Alpert a fost în spatele drogului Hot Shot și în spatele asasinării unui agent ATF (Josh Keaton), pentru a mușamaliza planul de a începe un război civil. Dune îi ajută pe cei doi să scape către un aerodrom, dar se separă după ce sunt ambuscați de către Alpert la o benzinărie. La aerodrom, Nick recuperează roboțelul și câștigă un duel între tancuri cu Alpert, înainte ca el și Boomer să fugă cu un avion.
În vreme ce Khai, Nick, Boomer și Tyson se pregătesc să plece la Miami, ei sunt ambuscați de Stoddard și oamenii lui. Nick își ucide fostul partener și îi trimite lui Dawes o poză cu cadavrul lui Stoddard. Grupul ajunge la Miami și se infiltrează în sediul Preferred Outcomes, dar locul este plin de capcane cu explozibili; Tyson este rănit grav, dar supraviețuiește. Nick răspunde la telefonul lui Khai, care sună din seiful gol, doar pentru a-l auzi pe Dawes, spunându-i lui Nick să vină la Santa Rosa, pe coasta Floridei. Nick se desparte de grup pe insulă, deoarece aceștia trebuie să caute ajutor medical pentru Tyson, și se infiltrează în casa lui Dawes. Nick își găsește fostul căpitan corupt, iar Dawes îi spune că-și dorește ca Nick să i se alăture și să preia controlul afacerii Preferred Outcomes odată ce Dawes nu va mai fi, dar și că cei doi sunt meniți să fie "mai mult criminali decât polițiști". Nick este de acord cu ultima remarcă și îl împușcă fără ezitare pe Dawes. Căutând prin biroul lui, el găsește o scrisoare adresată lui, scrisă de Dawes, explicând de ce i-a înscenat spălarea banilor cu trei ani în urmă și găsește un pasaj subteran către seiful lui. Înăuntru, Nick îi găsește averea lui Dawes, iar acesta se întreabă ce va face cu ea.

## Dezvoltare
Battlefield Hardline a fost dezvăluit într-o postare de pe blogul EA a vicepreședintelui Visceral Games, Steve Papoutsis. Jocul urma să fie anunțat la E3 2014, dar informația a ajuns mai devreme la public. Spre deosebire de alte jocuri ale francizei Battlefield, care prezintă războiale militare, Hardline prezintă un gameplay de-a "hoții și gardiștii". "Visceral a început să lucreze la Battlefield Hardline cu un an înainte ca Dead Space 3 să fie lansat", a dezvăluit regizorul Ian Milham, sugerând că jocul ar fi putut intra în stagiul de dezoltare încă de la începutul anului 2012.
Pe 14 iunie 2014, versiunea beta a Battlefield Hardline a devenit publică, aceasta venind după un anunț oficial la E3 2014, în care se specifica că această versiune se va lansa pentru platformele PC și PlayStation 4. Versiunea beta s-a încheiat pe 26 iunie 2014.
În timpul E3 2014, EA a confirmat că jocul va rula la rezoluția 1080p pentru platforma PlayStation 4 și avea ca țintă aceeași rezoluție și pentru platforma Xbox One. Cu toate acestea, pe 8 martie 2015, Visceral Games a dezvăluit că versiunea platformei PlayStation 4 va rula la o rezoluție de doar 900p, iar cea pentru platforma Xbox One la o rezoluție de 720p. Pe 3 februarie 2015, versiunea beta a Battlefield Hardline a redevenit activă pentru toate platformele. A fost dezvăluit că 7 milioane de persoane au participat la această versiune, și a fost primită cu recepții pozitive atât de critici, cât și de jucători. Pe 24 februarie 2015, Electronic Arts a confirmat că jocul este în stadiul gold, indicând că este gata pentru producere și lansare.

## Lansare
Pe 22 iulie 2014, EA a anunțat că va amâna lansarea lui Battlefield Hardline de la 21 octombrie 2014 până la 17 martie 2015. Motivul acestei amânări a fost pentru a implementa feedback-ul primit în timpul lansării beta.
Ediția Premium a jocului a fost anunțată în data de 2 martie 2015. Persoanele care au cumpărat această ediție au deblocat câteva conținuturi precum măști și un "Status Legendar", care are legătură cu sistemul de progresie al jocului. În aceeași zi, au fost anunțat încă patru DLC-uri: Criminal Activity, Robbery, Getaway și Betrayal.
Patru hărți noi, precum și vehicule noi, măști și arme vor fi introduse prin DLC-ul Criminal Activity. Conform producătorului Zach Mumbach, povestea va pune mai mult accent pe "destructibilitate". Un nou mod, numit "Bounty Hunter", va fi și el inclus în joc începând din luna iunie al lui 2015. Al doilea DLC, Robbery, conține un mod multiplayer 5v5, numit "Squad Heist", vopsele noi, arme, precum și un conținut "Super Legendary". Acest DLC este programat să se lanseze în septembrie 2015. Al treilea DLC, Getaway, care adaugă un nou mod multiplayer, "Capture the Bag", precum și noi hărți pentru joc, s-a lansat pe 12 ianuarie 2016. Expansiunea finală, Betrayal, a fost lansată în luna martie 2016. 

## Recepție

### Reacția criticilor
Battlefield Hardline a fost primit cu recenzii mixte. Site-urile web GameRankings și Metacritic i-au acordat versiunii pentru Xbox One un rating de 75.00%, bazat pe 18 recenzii, și 71/100, bazat pe 27 de recenzii, versiunii pentru Microsoft Windows un rating de 73.88%, bazat pe 16 recenzii, și, respectiv, 71/100, bazat pe 31 de recenzii, iar versiunii pentru PlayStation 4 un rating de 73.16%, bazat pe 38 de recenzii, și, respectiv, 73/100, bazat pe 46 de recenzii.
Anthony LaBella de la Game Revolution i-a acordat jocului o notă de 4/5, lăudând mecanica de stealth, secvențele de acțiune, campania minuțioasă, multiplayer-ul vivace și modul Heist, care le cere jucătorilor să lucreze în echipă. El a lăudat și celelalte noi moduri adăugate, precum Hotwire și Crosshair, el zicând că "se realizează tranziția de la război la poliție și că există destule distracții în afara experienței tradiționale Battlefield". Cu toate acestea, el a criticat finalul previzibil, personajele slabe, dar și prezentarea proastă a campaniei și a poveștii. El a concluzionat: "Combinația dintre campania bazată pe stealth și multiplele moduri multiplayer fac Battlefield Hardline un joc bun în seria populară de FPS."
Brian Albert de la IGN i-a acordat jocului o notă de 8/10, lăudând campania, momentele surprinzătoare de comedie, povestea, vocea și animația actorilor, personajele bune, nivelele bine proiectate, armele realiste și sunetul, stealth-ul, precum și campania single-player, care îi cere jucătorului să fie răbdător și iscusit pentru a încuraja folosirea de execuții non-letale. El a lăudat și varietatea de moduri multiplayer, modul dinamic Hotwire, precum și hărțile bine proiectate. El a lăudat și noile funcții ale gameplay-ului, precum frânghia și cârligul, care fac navigarea mai rapidă. Cu toate acestea, el a criticat sistemul de deblocare, deoarece nu premiază jucători conform stilurilor proprii de joc, dar și mult prea simplistul AI. El a concluzionat: "Prima încercare a lui Battlefield în categoria de stealth are o campanie nouă, iar modul multiplayer are câte ceva pentru fiecare."
Ben Griffin de la GamesRadar i-a acordat jocului o notă de 3.5/5, lăudând modurile multiplayer, sistemul de premiere pentru interogări și personajele. Cu toate acestea, el a criticat povestea slabă și simplistă, AI-ul previzibil, dar și focalizarea campaniei pe stealth, el spunând că "rămâne la fel pe tot parcursul campaniei". El a concluzionat: "Cu toate că nu este la fel de bun ca jocurile anterioare Battlefield, Hardline este rapid, ajustat și, cu siguranță, polițistul bun."
Jeff Gerstmann de la Giant Bomb i-a acordat jocului o notă de 3/5, lăudând itemele de colectat, pe care el le-a numit "contextuale". El a criticate AI-ul idiot, precum și povestea slabă, deoarece a eșuat să furnizeze dezvoltarea personajelor, emoții și logică. El a concluzionat: "Battlefield Hardline nu este chiar un dezastru, dar se simte ca și cum ține seria pe loc, în loc să o avanseze." El a notat și că acest joc a avut o lansare mai stabilă decât predecesorul său, Battlefield 4, jocul funcționând bine pe toate platformele.
Brett Phillips de la VideoGamer.com a criticat destul de mult campania, numind-o "cea mai proastă din întreaga serie". El a criticat și scanarea de iteme inutilă, schimbările de situație plictisitoare, modul Conquest, Hotwire, precum și eliminarea armelor grele din meniu, precum lansatorul de rachete. El a criticat și sistemul de progresare, spunând că nu se potrivește cu campania, designul hărții, zicând că duce lipsă de imaginație, meciurile, pentru că durează prea mult, dar și jocul însuși, pentru că nu-și asumă niciun risc. El a numit jocul "o experiență de uitat și imatură, de care nu poți să zici nimic de bine", concluzionând: "Battlefield Hardline ar fi putut fi ceva unic, o șansă pentru Visceral să-și pună amprenta pe seria longevivă. În schimb, am primit o campanie de tot râsul și un mod multiplayer care este prea timid să iasă din umbra lui Battlefield 4."
Un aspect al jocului care a fost evidențiat de mass-media jocurilor video a fost setul de easter eggs: când reîncarci arma, există o șansă de 1 la 10000 ca, în locul animației standard de reîncărcare, o animație absurdă și comică va rula, pe care presa a numit-o "ilară" și "caraghioasă".

### Vânzări
Versiunea fizică a lui Battlefield Hardline a debutat pe locul 1 în clasamentele din Regatul Unit, după o săptămână de la lansare. Din 23 martie 2015, a devenit și cel mai bine vândut joc al anului 2015 în Regatul Unit. Conform NPD Group, a fost cel mai bine vândut joc din luna martie în Statele Unite.